# Độ ẩm tuyệt đối
Độ ẩm tuyệt đối là nồng độ hơi nước tồn tại trong một thể tích hỗn hợp dạng khí nhất định. Các đơn vị phổ biến nhất dùng để tính độ ẩm tuyệt đối là gam trên mét khối (g/m³), tất nhiên điều này không có nghĩa là ta không được thay thế chúng bằng các đơn vị đo khối lượng hoặc đo thể tích khác. Pounds trên foot khối là đơn vị dùng phổ biến ở Mỹ, và thậm chí đôi khi người ta còn sử dụng lẫn các đơn vị của hệ đo lường Anh và metric với nhau.

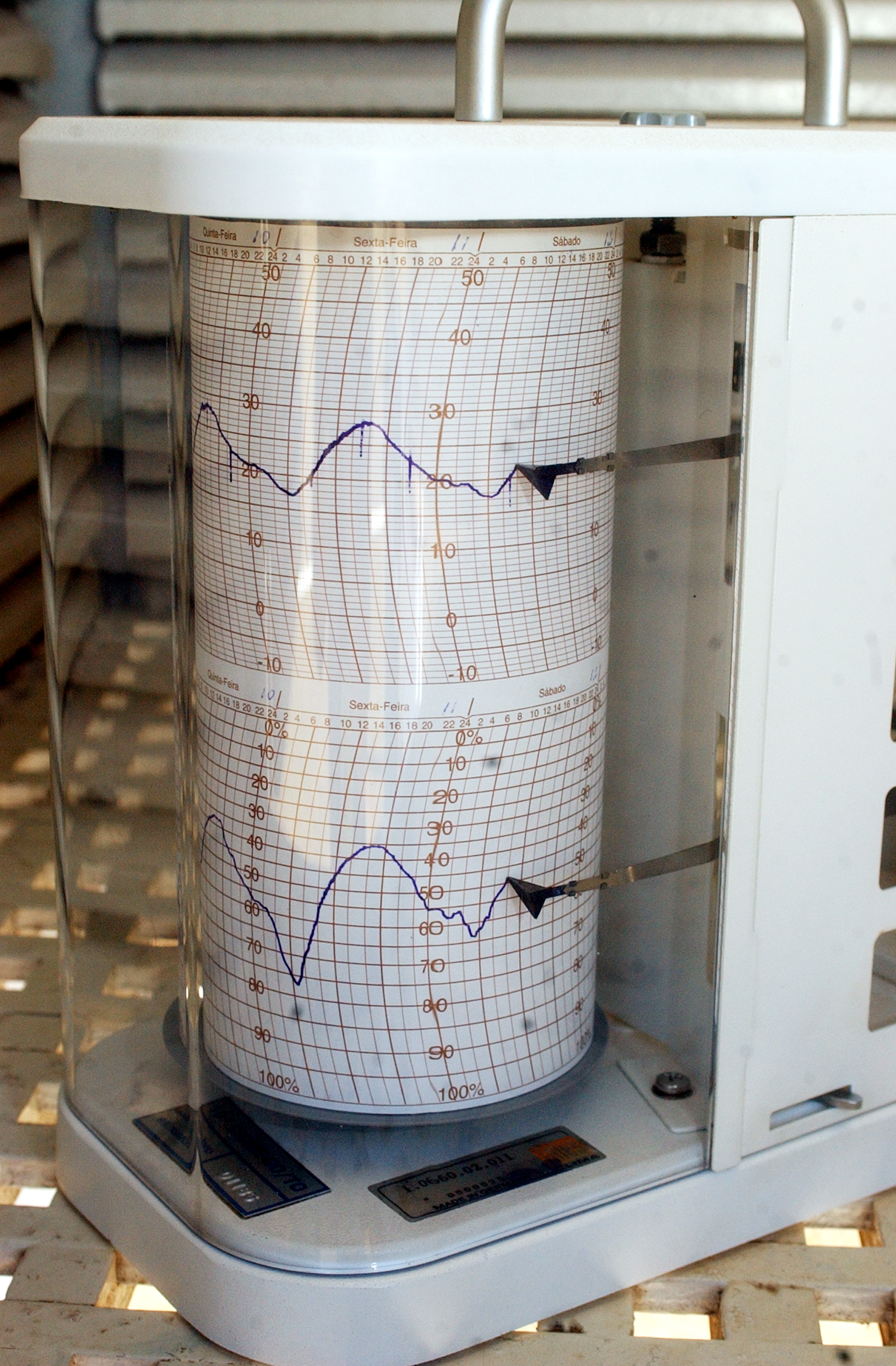
Máy đo độ ẩm không khí

## Định nghĩa
Nếu tất cả nước trong một mét khối không khí được cô đọng lại trong một vật chứa, ta có thể đem cân vật chứa đó để xác định độ ẩm tuyệt đối. Độ ẩm tuyệt đối được định nghĩa bằng tỷ số giữa khối lượng hơi nước (thường được tính bằng gam) trên thể tích của một hỗn hợp không khí nào đó (thường được tính bằng m³) chứa nó:
{\displaystyle AH={m_{(H_{2}O)} \over V_{(mixture)}}}
trong đó:
{\displaystyle AH_{\,_{\,}}} là độ ẩm tuyệt đối của thể tích không khí được xét;
{\displaystyle {m_{(H_{2}O)}}} là khối lượng hơi nước chứa trong hỗn hợp khí; và
{\displaystyle {V_{(mixture)}}} là thể tích hỗn hợp khí có chứa lượng hơi nước đó.
Chú ý rằng, độ ẩm tuyệt đối thay đổi khi áp suất không khí thay đổi. Điều này rất bất tiện cho các tính toán hóa học kỹ thuật (ví dụ cho máy sấy quần áo, do nhiệt độ của nó có thể thay đổi đáng kể). Vì nguyên nhân này, độ ẩm tuyệt đối thường được định nghĩa trong hóa học kỹ thuật như là khối lượng hơi nước trên mỗi đơn vị khối lượng của không khí khô (còn được biết đến với tên gọi khác là tỷ số trộn khối). Điều này giúp việc tính toán cân bằng nhiệt độ là khối lượng rõ ràng hơn. Vì vậy, đại lượng bằng khối lượng nước trên mỗi đơn vị thể tích như trong phương trình trên được đặt tên là độ ẩm thể tích. Biết được nguy cơ dễ gây nhầm lẫn, chuẩn British Standard BS 1339 (sửa đổi năm 2002) đề xuất tránh sử dụng thuật ngữ "độ ẩm tuyệt đối". Cần phải kiểm tra đơn vị cẩn trọng. Đa phần các bảng đo độ ẩm thường dùng đơn vị g/kg hay kg/kg, nhưng chúng đều có thể được thay thế bằng các đơn vị đo khối lượng khác.